# Kłoda Art Design
Kłoda lub Kłoda Art Design – polska marka odzieżowa, produkująca galanterię skórzaną. Założona w 1922 roku przez Władysława Kłodę. Od początku działalności siedziba firmy i zakład mieszczą się w Warszawie.
W latach 80. XX w. butik firmy przy Placu Zamkowym w Warszawie był jednym z ulubionych miejsc odwiedzin przedstawicieli kultury i sztuki.
W 2015 roku zarządzanie firmą przejął wnuk Władysława, Paweł Kłoda, który rozwija firmę,
skupiając się na ręcznie tworzonych, krótkich kolekcjach galanterii skórzanej.

## Oferta
Nawiązując do prawie 100-letniej tradycji marki, Kłoda oferuje produkty wykonane ze skóry, do których należą:
- torebki damskie
- paski damskie i męskie
- biżuterię skórzaną
- portfele i wizytowniki
- odzież skórzana (kurtki, kamizelki, spodnie, sukienki, spódnice)

## Kłoda Art Design
Oddział firmy powołany z inicjatywy Pawła Kłody. Jego celem jest nawiązanie współpracy z obiecującymi, młodymi polskimi projektantami.
Celem tej współpracy jest tworzenie unikatowych, użytkowych „dzieł sztuki” na indywidualne zamówienie klienta.